# قرار مجلس الأمن التابع للأمم المتحدة رقم 503
قرار مجلس الأمن التابع للأمم المتحدة رقم 503، الذي تم تبنيه بالإجماع في 9 أبريل 1982، بعد إعادة التأكيد على القرار 473 (1980)، أعرب المجلس عن قلقه إزاء أحكام الإعدام الصادرة عن شعبة مقاطعة ترانسفال بالمحكمة العليا لجنوب أفريقيا ضد نسيمبيثي جونسون لوبيسي، بيتروس تسيبو ماشيغو ونفتالي مانانا، وجميعهم أعضاء في المؤتمر الوطني الأفريقي.
وطالب القرار حكومة جنوب أفريقيا بتخفيف أحكام الإعدام بعد سماع تأكيدها في دائرة الاستئناف بالمحكمة العليا. كما حث جميع الدول الأعضاء على استخدام نفوذها للمساعدة في هذه المسألة.
بعد اعتماد القرار، تم تخفيف أحكام الإعدام الصادرة بحق الرجال إلى السجن المؤبد. تم إطلاق سراحهم جميعًا بعد ذلك خلال سقوط نظام الفصل العنصري.

## روابط خارجية
- نص القرار في undocs.org